# Домањики
Домањики (слч. Domaníky) насељено је мјесто са административним статусом сеоске општине (слч. obec) у округу Крупина, у Банскобистричком крају, Словачка Република.

## Становништво
| Година:    | 1994. | 2004.   | 2014.   | 2024.   |
| ---------- | ----- | ------- | ------- | ------- |
| Број људи: | 210   | 190     | 196     | 213     |
| Разлика:   |       | -9,52 % | +3,15 % | +8,67 % |

| Година:    | 2023. | 2024.   |
| ---------- | ----- | ------- |
| Број људи: | 218   | 213     |
| Разлика:   |       | -2,29 % |

Према подацима о броју становника из 2024. године насеље је имало 213 становника.